# Robotboy
Robotboy – francusko-brytyjsko–amerykański serial animowany dla dzieci. Wyprodukowany przez Alphanim, France 3, Cartoon Network Europe, LuxAnimation, Cofinova 1 i Cartoon Network Studios, emitowany w latach 2005–2008. Jego twórcą jest Jan Van Rijsselberge, który stworzył inne seriale: Gawayn oraz Duch i nas dwóch.
Jego amerykańska wersja miała swoją premierę 17 kwietnia 2006 roku. Serial Robotboy został wyprodukowany we Francji przez studio Alphanim i telewizję France 3 dla Cartoon Network. Jego premiera miała miejsce w Polsce 17 kwietnia 2006 roku. Drugi sezon pojawił się 2 października 2007 roku. Wcześniej premiera serialu miała miejsce 8 kwietnia 2006 roku w warszawskim Multikinie.

## Opis fabuły
Serial opowiada o małym niebieskim robocie zwanym Robotboyem, który został stworzony przez genialnego naukowca, profesora Moshimo. Twórca obawiając się, że jego wynalazek może trafić w niepowołane ręce, postanawia wysłać go tam, gdzie będzie bezpieczny i gdzie nauczy się, jak być prawdziwym chłopcem. Na szczęście opiekę nad Robotboyem przejmuje Tommy, młodszy syn Dwighta i Debory Turnbullów oraz jego największy fan. O Robotboyu nikt nie może się dowiedzieć. Gdy Tommy i jego przyjaciele, Gus i Lola, mają kłopoty, Roboś ma umiejętność przekształcania się w robota wojennego zdolnego zniszczyć armię robotów. Największym wrogiem Robotboya jest Dr Kamikaze, chcący przejąć kontrolę nad światem.

## Bohaterowie

### Główni bohaterowie
- Robotboy – inaczej zwany Roboś. Roboś posiada trzy funkcje: Dezaktywowany, Aktywowany i Superaktywowany. Podczas funkcji „Dezaktywowany” po prostu śpi, czyli nie może się ruszać, mówić i myśleć. Podczas funkcji „Aktywowany” wyrastają mu „uszy”, może mówić, ruszać się i walczyć. Podczas funkcji „Superaktywowany” zwykle jest zdenerwowany. Superaktywacja działa najczęściej wtedy, gdy maszyna czuje, że już nigdy więcej może nie zobaczyć swoich przyjaciół (odc. Robotynka). Jego oczy robią się czerwone, uszy stają się większe, jako robot bojowy może pokonać nawet największego wroga, ale nie potrafi mówić. Robotboy jest bardzo wytrzymały i prawie niezniszczalny. Posiada chip, który pozwala mu myśleć i posiadać uczucia. Płacze olejem, a kiedy się śmieje z kogoś, bardzo szybko kręci główką dookoła. Jest prawie jak prawdziwy chłopiec. Jego największym marzeniem jest stać się żywym chłopcem.
- Tommy Turnbull – dziesięcioletni opiekun Robotboya, którego uczy go, jak być prawdziwym chłopcem. Jest szkolnym prymusem w dziedzinie nauk ścisłych.
- Donnie Turnbull – starszy brat Tommy’ego. Lubi dręczyć Tommy’ego i Gusa oraz ćwiczyć swoje mięśnie. Wywyższany przez swojego ojca kosztem Tommy’ego. Jednak zdarzyło mu się raz uratować brata z tarapatów.
- Profesor Moshimo – twórca Robotboya. Posiada tajne laboratorium w trudnym do zlokalizowania tajnym miejscu przed szpiegami.
- Augustus „Gus” Bachman Turner – inaczej zwany „G-Man” (czyt. Dżi-men), przyjaciel Tommy’ego. Uwielbia robić żarty i jeść słodycze bez ograniczeń. Ludzie są zwykle zmęczeni jego towarzystwem. Zarozumiały, prostacki.
- Lola Mbola – przyjaciółka Tommy’ego, w którym jest zakochana po uszy i byłaby zrozpaczona, gdyby się o tym dowiedział. Córka ambasadora. Jest nadzwyczaj spokojna i miła.
- Doktor Kamikaze – zły geniusz, próbuje za wszelką cenę mieć Robotboya, aby stworzyć armię super robotów, które pomogą mu podbić świat. Ma kryjówkę w wulkanie. Lubi szydzić z innych i być złośliwym. Gdy tylko stanie się coś nie po jego myśli, to mówi, że to wina Constantina.
- Constantine – pomocnik doktora Kamikaze. Nieco niezdarny i wrażliwy. Kamikaze bardzo często denerwuje się na niego i zwala też na niego winę, że nie udało się złapać Robotboya. Czasami zachowuje się jak małe dziecko i złości się na Kamikaze. Zna różne sztuki walki: sumo, ninjutsu i karate. Dzieciństwo spędził w sierocińcu. Dobrze gotuje.

### Pozostali bohaterowie
- Dwight i Deborah Turnbull – rodzice Tommy’ego i Donny’ego.
- Pan Kingsley Mbola – ambasador, samotny ojciec Loli.
- Pan i Pani Turner – rodzice Gusa. Prawdopodobnie są amiszami.
- Człowiek Pięść – idol Tommy’ego i Gusa.
- Protoboy – stary wynalazek Moshima, który został porwany i przeprogramowany przez doktora Kamikaze. Protoboy jest bardzo podobny do Robotboya, jednak nie może posiadać uczuć. Wystąpił w odcinkach „Brat”, „Powrót Protoboya”, „Zemsta Protoboya” i „Powrót Robotki”
- Kurt – wróg Tommy’ego. On i jego kumple zawsze robią mu żarty.
- Bambie – wymarzona dziewczyna Tommy’ego. Lubi znęcać się nad nim psychicznie i robić mu złudne nadzieje. Występuje m.in. w odcinkach „Bambi-Bot”, „Walentynki” oraz na lekcjach i w szkole Tommy’ego.
- Björn Björnson – były uczeń Moshimo. Jego największy wynalazek to Björn-Bot, który wygląda tak jak jego twórca. Chce on zniszczyć Robotboya, żeby jego robot stał się najlepszy na świecie.
- Miu Miu – Narzeczona prof. Moshimo, pomaga mu w eksperymentach. Jest widywana w niektórych odcinkach.
- Robotman – trzeci wynalazek Moshimo. Ma nową funkcję (Samo-aktywny), która pozwala samemu aktywować. Nie lubi Robotboya i kazał mu odejść od Tommy’ego.
- Robotynka (ang. Robotgirl) – czwarty (łącznie z Protoboyem i Robotmanem) wynalazek Moshimo, przypomina prawie Robotboya, tyle że jest różowa, ma spódniczkę i kokardkę, i jest przeciwnej płci. Jest siostrą Robotboya. Występuje w odcinku „Robotynka” i w „Powrót Robotki”.
- Ciupika – mała zabawka Gusa (parodia Tamagotchi).
- Tata Kurta – pracuje dla rządu, jest tajnym agentem specjalnym, który za wszelką cenę chce udowodnić światu, że Robotboy istnieje. Jego twarz, w przeciwieństwie do pozostałych agentów, jest stale zasłonięta.
- Klaus von Apfen Kugell „Hansik” – niski, bogaty i niezwykle słaby fizycznie człowiek. Nosi go jego goryl Ludwik na nosidełku. Przez większość swojego życia był poniewierany i chce teraz się zemścić nad całym światem. Najczęściej próbuje to robić poprzez zdobycie Robotboya w celu zastąpienia swoich mięśni jego częściami.
- Ludwik – goryl Afen kuglla. Opiekuje się Afen Kugellem. Kiedy Afen Kugell ściga Robotboya, Ludwik wsadza go do nosidełka.
- Telonius Hex – czarodziej i iluzjonista. Gus często go obraża i uważa, że magia to chała. Często wciela się w rolę doktora, by na zawsze pozbyć się Gusa.
- Brian Jack Bystrzak – jak, którego zmutował profesor Moshimo.
- Doktor Friedman-Culpepper Margaret – dyrektorka w szkole Tommy’ego. Kradnie dzieciom zabawki po to, by samemu się nimi bawić.
- Pan Jasiński – woźny w szkole. Pracuje dla dyrektorki.

### Roboty, zwierzaki i „potwory” doktora Kamikaze
- Ra – robo-pies, najpierw wyglądający jak malutki piesek, a potem jak potwór z maczugą na ogonie i wielkimi szczękami ze stali. Kiedy był mały, Tommy znalazł go na samym środku ulicy.
- „Pudełko” na cukierki – pudełko na cukierki w kształcie Człowieka Pięści. Jest Nanobotem z kamerą. Umie przechwytywać e-maile.
- Jednookie Yeti – duże małpy cyklopy.
- Klony zabawek – wielkie androidy z przeróżnymi gadżetami. Kiedy jedna część się oderwie, reszta działa.
- Constabot – robot stworzony przez Constantina, aby złapać Robotboya. Jest starym zniedołężniałym gratem. Jedyne jego słowa to „Kamikaze tłuk” lub „G-Man tłuk”.
- Gipsobot – robot stworzony przez doktora Kamikaze zamknięty w gipsie Donny’ego.
- Nietoperzyk – mały nietoperz robot z kamerkami zamiast oczu.
- Straszydła – trzy potwory o specyficznych mocach: smok ziejący ogniem, wilkołak z ostrymi zębami oraz Frankenstein o wielkiej sile.
- Żartoboty – małe roboty na gąsienicach. Ich zaprogramowanie polega na obrażaniu różnymi głupimi tekstami.
- Salvadore – wielki zmutowany szczur śniady.
- Wielkie nietoperze – wielkie nietoperze strzelające z oczu laserem.
- Małpy morskie – małpy wyglądające jak ryby. Ich życie rozpoczyna się od metalowych kulek. Wystarczy dodać wody.
- Mrożone małpy morskie – lodowe małpy wyglądające jak ryby.
- Pupek – wąż dusiciel.
- Przedszkolobot – robot wyglądający jak przedszkolak, potem wygląda jak gangster.
- Stevey – olbrzymi dzik stworzony przez doktora Kamikaze.
- Gusboty – roboty podobne do Gusa.
- Bitzy – tygrys, który zmienił się w strasznego mutanta. Pojawił się w „Dzień Matki”.
- Mutacje Gusa – czyli: G-rex i inne mutacje (tygrysa, nosorożca i goryla).
- Żaboludzie, morsmani i wojownice – potwory morskie; żaboludzie to pół-żaby pół-ludzie, morsmani to pół-morsy pół-ludzie, wojownice to pół-ludzie pół-ośmiornice.
- Kretoludzie – zmutowane krety, które pojawiły się w odcinku „Metalowy kosmita”.
- Panda Ninja (Pandżja) – mutanty podobne do pand. Doskonale walczą i znają Kung-Fu.
- Kazidillosi – zmutowane pancerniki, które strzelają działkami z rąk.
- MegaKaze – jeden z najlepszych robotów Doktora Kamikaze. Użył on go w odcinku: Przypowieść o dwóch geniuszach, przeciwko generałowi Yaki-Tori.

### Agenci doktora Kamikaze
- Zły 17 – agent do zadań specjalnych.
- Agent Kałashnikov – agent pracująca dla doktora Kamikaze. Występuje w odcinku „Niania”.

## Twórcy
Produkcja: Alphanim – France 3 – Cartoon Network Europe

Reżyseria: Bernard Deyries

## Wersja polska
Wersja polska: Master Film

Reżyseria:
- Artur Tyszkiewicz (odc. 4, 8-9, 13, 15, 17),
- Cezary Morawski (odc. 10, 12, 16, 18, 20-21, 23-24),
- Krzysztof Kołbasiuk (odc. 14, 19, 22, 25-26)
- Ilona Kuśmierska-Kocyłak (odc. 27-39)

Dialogi:
- Agnieszka Farkowska (odc. 4, 8-10, 12-14, 19, 22, 25-26),
- Kamila Klimas-Przybysz (odc. 15-18, 20-21, 23-24)

Dźwięk:
- Elżbieta Mikuś (odc. 4, 8-9, 14-15, 17, 19, 22, 25-26),
- Renata Gontarz (odc. 10, 12, 16, 18, 20-21, 23-24),
- Aneta Michalczyk-Falana (odc. 13)

Montaż:
- Jan Graboś (odc. 4, 8-9, 14-15, 17, 19, 22, 25-26),
- Krzysztof Podolski (odc. 10, 12, 16, 18, 20-21, 23-24),
- Gabriela Turant-Wiśniewska (odc. 13)

Kierownictwo produkcji: Romuald Cieślak

Teksty piosenek: Andrzej Brzeski (odc. 9)

Opracowanie muzyczne: Piotr Gogol (odc. 9)

Lektorzy:
- Piotr Makowski (odc. 1-26)
- Jacek Kopczyński (odc. 27-52)

Wystąpili:
- Aleksander Gręziak – Tommy Turnbull
- Katarzyna Łaska – Robotboy
- Marcin Troński – Profesor Moshimo
- Kasper Garlicki – Gus (odc. 1-26)
- Artur Pontek – Gus (odc. 27-52)
- Joanna Pach – Lola
- Mirosław Guzowski – Doktor Kamikaze
- Jacek Kawalec – Constantine (odc. 1-26)
- Janusz Zadura – Constantine (odc. 27-52)
- Grzegorz Drojewski – Björn Björnson
- Stefan Knothe –
  - Kingsley,
  - Pan Loman,
  - Hex (odc. 33a, 38b)
- Monika Pikuła –
  - Tank Tonik,
  - Robotynka
- Krzysztof Szczerbiński – Kurt
- Cezary Morawski –
  - Ojciec Kurta
  - Żartoboty
- Klaudiusz Kaufmann – Furner
- Beata Kawka – Nauczycielka
- Marcin Perchuć – Pani Björnson
- Piotr Bąk – Dwight – ojciec Tommy’ego i Donny’ego
- Adam Krylik –
  - Donny
  - Ludzka pięść (odc. 40a)
- Włodzimierz Bednarski –
  - Santa (odc. 9b),
  - Właściciel knajpy (odc. 29a),
  - Reżyser (odc. 29b)
- Jacek Mikołajczak – Gipsobot (odc. 5a)
- Jolanta Żółkowska – Deb – matka Tommy’ego i Donny’ego
- Leszek Zduń – Zły (odc. 17b)
- Anna Ułas – Kałasznikow
- Katarzyna Skolimowska – Nauczycielka
- Janusz Wituch –
  - Głos w radiu (odc. 1b),
  - Protoboy (odc. 2a)
- Dariusz Odija – Komentator walk robotów
- Zbigniew Konopka – Constabot (odc. 4b)
- Kajetan Lewandowski – Buker (odc. 4a)
- Jarosław Domin –
  - „Mamusia” Robotboya (odc. 29a),
  - Aktor #3 (odc. 29b)
- Paweł Szczesny –
  - Aktor #1 (odc. 29b),
  - Policjant (odc. 41b)
- Andrzej Chudy –
  - Aktor #2 (odc. 29b),
  - Lektor z płyty (odc. 30a),
  - Tata Kurta (III seria)
- Marek Barbasiewicz – Dziennikarz (odc. 30a)
- Adam Bauman –
  - Generał Yakitori,
  - Ludzka Pięść w TV,
  - Ogbot (odc. 41b)
- Jacek Wolszczak – Jeden z kolegów Kurta
- Witold Wysota – Jeden z kolegów Kurta
- Magdalena Krylik – Bambi
- Paweł Sanakiewicz –
  - Właściciel Mony z wystawy „Robocom” (odc. 8a),
  - Właściciel Gier Video (odc. 12a)
- Jacek Kopczyński – Oczy (odc. 43a)
- Mirosław Wieprzewski – Apenbugel
- Brygida Turowska – Jeden z kolegów Tommy’ego
- Ilona Kuśmierska – Junior (odc. 41b)
- Tomasz Steciuk –
  - Ciocia Grawitacja (odc. 43a),
  - Jak Brian (odc. 46a)
- Wojciech Paszkowski – Hex (odc. 48a)
- Aleksander Mikołajczak
- Beata Jankowska-Tzimas
- Mikołaj Klimek
- Ewa Złotowska
- Robert Czebotar – sprzedawca w sklepie „Elektroniczna chatka”

i inni

## Odcinki
- Serial pojawił się po raz pierwszy w Cartoon Network:
  - I seria (odcinki 1-13) – 17 kwietnia 2006 roku,
  - II seria (odcinki 14-26) – 2 października 2006 roku,
  - III seria (odcinki 27-39) – 7 kwietnia 2008 roku,
  - IV seria (odcinki 40-52) – 3 listopada 2008 roku (część odcinków pojawiła się wcześniej).
- 8 kwietnia 2006 roku o godz. 15:00, odbyła się specjalna premiera serialu w warszawskim Multikinie.
- Serial składa się z 52 odcinków (po 2 epizody 11-minutowe na każdy odcinek).
- Odcinki 17. 18. i 19. można było oglądać w Multikinie w każdy weekend od 15 do 30 kwietnia 2006 r. w pokazie kreskówek Cartoon Network.

### Spis odcinków
| Premiera odcinka | Nr | Polski tytuł                        | Angielski tytuł              |
| ---------------- | -- | ----------------------------------- | ---------------------------- |
|                  |    |                                     |                              |
| SERIA PIERWSZA   |    |                                     |                              |
|                  |    |                                     |                              |
| 17.04.2006       | 01 | Pies Ra                             | Dog-Ra                       |
| 17.04.2006       | 01 | Walka na części                     | War and Pieces               |
|                  |    |                                     |                              |
| 20.04.2006       | 02 | Brat                                | Brother                      |
| 20.04.2006       | 02 | W dziczy                            | Roughing It                  |
|                  |    |                                     |                              |
| 18.04.2006       | 03 | Chcę to mieć                        | I Want That Toy              |
| 18.04.2006       | 03 | Słodka zemsta                       | Sweet Revenge                |
|                  |    |                                     |                              |
| 19.04.2006       | 04 | Sprzątanie                          | Cleaning Day                 |
| 19.04.2006       | 04 | Constabot                           | Constabot                    |
|                  |    |                                     |                              |
| 21.04.2006       | 05 | Donnienator                         | The Donnienator              |
| 21.04.2006       | 05 | Halloween                           | Halloween                    |
|                  |    |                                     |                              |
| 24.04.2006       | 06 | Żartobot                            | Teasebots                    |
| 24.04.2006       | 06 | Inicjatywa Constantine’a            | Constantine Rising           |
|                  |    |                                     |                              |
| 25.04.2006       | 07 | Metalowy Kosmita                    | Metal Monster                |
| 25.04.2006       | 07 | Wiadomość z przyszłości             | Time Transmission            |
|                  |    |                                     |                              |
| 26.04.2006       | 08 | Zakochany Robot                     | Robot Love                   |
| 26.04.2006       | 08 | Brat Björn                          | Brother Björn                |
|                  |    |                                     |                              |
| 27.04.2006       | 09 | Słowo Klucz Kamikaze                | The Boy Who Cried Kamikazi   |
| 27.04.2006       | 09 | Bolesne Boże Narodzenie             | Christmas Evil               |
|                  |    |                                     |                              |
| 28.04.2006       | 10 | Człowiek Pięść na lodzie            | Human Fist On Ice            |
| 28.04.2006       | 10 | Bunt robotów                        | Robot Rebels                 |
|                  |    |                                     |                              |
| 01.05.2006       | 11 | Podwodny świat                      | Underwater                   |
| 01.05.2006       | 11 | Koszmarny Kamikaze                  | Kamikazi Nightmare           |
|                  |    |                                     |                              |
| 02.05.2006       | 12 | Tylko spokój                        | Don’t Fight It               |
| 02.05.2006       | 12 | Tata Kurta                          | Kurt’s Father                |
|                  |    |                                     |                              |
| 03.05.2006       | 13 | Zapłakane oczy                      | Crying Time                  |
| 03.05.2006       | 13 | Ucieczka                            | Runaway Robot                |
|                  |    |                                     |                              |
| SERIA DRUGA      |    |                                     |                              |
|                  |    |                                     |                              |
| 02.10.2006       | 14 | Robotman                            | Robotman                     |
| 02.10.2006       | 14 | Przypowieść o dwóch geniuszach      | A Tale of Two Evil Geniuses  |
|                  |    |                                     |                              |
| 03.10.2006       | 15 | Biedny Stevie                       | Something About Stevie       |
| 03.10.2006       | 15 | Powrót do domu                      | The Homecoming               |
|                  |    |                                     |                              |
| 04.10.2006       | 16 | W ruinach przedszkola               | Kindergarten Chaos           |
| 04.10.2006       | 16 | Robotynka                           | Robot Girl                   |
|                  |    |                                     |                              |
| 05.10.2006       | 17 | Bambi-Bot                           | Bambi-Bot                    |
| 05.10.2006       | 17 | Sobowtór Tommy’ego                  | Double Tommy                 |
|                  |    |                                     |                              |
| 06.10.2006       | 18 | Tommy na uwięzi                     | Tether Tommy                 |
| 06.10.2006       | 18 | Podrasowanie                        | The Tune Up                  |
|                  |    |                                     |                              |
| 09.10.2006       | 19 | Walcząc z nudą                      | Shelf-Life                   |
| 09.10.2006       | 19 | Niania                              | The Babysitter               |
|                  |    |                                     |                              |
| 10.10.2006       | 20 | Wielki dzień                        | The Manchurian Robot         |
| 10.10.2006       | 20 | Domokrążcy                          | Door to Door                 |
|                  |    |                                     |                              |
| 11.10.2006       | 21 | Konsultant                          | The Consultant               |
| 11.10.2006       | 21 | Kocie szaleństwo                    | Feline Frenzy                |
|                  |    |                                     |                              |
| 12.10.2006       | 22 | Atak zabójczych G-Menów             | Attack of the Killer G-Men   |
| 12.10.2006       | 22 | Impreza stulecia                    | Party Out Of Bounds          |
|                  |    |                                     |                              |
| 13.10.2006       | 23 | Tasiemiec                           | Tummy Trouble                |
| 13.10.2006       | 23 | Walentynki                          | Valentine’s Day              |
|                  |    |                                     |                              |
| 16.10.2006       | 24 | Walka                               | Fight                        |
| 16.10.2006       | 24 | Zakochany Constantine               | Cast Iron Constantine        |
|                  |    |                                     |                              |
| 17.10.2006       | 25 | Dzień Matki                         | Kamispazi                    |
| 17.10.2006       | 25 | Kami-Kameleon                       | Kami-Chameleon               |
|                  |    |                                     |                              |
| 18.10.2006       | 26 | Zapasy z Gusem                      | Wrestling with Gus           |
| 18.10.2006       | 26 | Jasnowidz                           | Soothsayer                   |
|                  |    |                                     |                              |
| SERIA TRZECIA    |    |                                     |                              |
|                  |    |                                     |                              |
| 07.04.2008       | 27 | Eurotransakcja                      | Six Million Euro Man         |
| 08.04.2008       | 27 | RoboGus i G-Maszyna                 | RoboGus and the G-Machine    |
|                  |    |                                     |                              |
| 10.04.2008       | 28 | Mecz                                | Foot Brawl                   |
| 09.04.2008       | 28 | Niebezpieczne związki z telewizorem | Remote Out of Control        |
|                  |    |                                     |                              |
| 11.04.2008       | 29 | Mamusia                             | Hair-A-Parent                |
| 14.04.2008       | 29 | Małżilla                            | Clammadon Rising             |
|                  |    |                                     |                              |
| 15.04.2008       | 30 | Brzydki głos                        | Bad Language                 |
| 16.04.2008       | 30 | Na drzewie                          | Up A Tree                    |
|                  |    |                                     |                              |
| 18.04.2008       | 31 | Park rozrywki                       | Wunderpark                   |
| 17.04.2008       | 31 | Promień starzenia                   | Zap! You’re Old              |
|                  |    |                                     |                              |
| 22.04.2008       | 32 | Ścigacz Zero                        | Racer Zero                   |
| 21.04.2008       | 32 | Legenda Briana Jaka                 | The Legend of Brainy Yak     |
|                  |    |                                     |                              |
| 24.04.2008       | 33 | Pielęgnowanie uraz                  | Nursing A Grudge             |
| 23.04.2008       | 33 | Przyciąganie                        | Stuck On You                 |
|                  |    |                                     |                              |
| 25.04.2008       | 34 | Nocleg                              | The Sleepover                |
| 28.04.2008       | 34 | Robokto?                            | Rowho?                       |
|                  |    |                                     |                              |
| 05.06.2008       | 35 | Gwiazda show biznesu                | C.H.O.P                      |
| 04.06.2008       | 35 | Zniszczyć wszystkie roboty          | Destroy All Robots           |
|                  |    |                                     |                              |
| 02.05.2008       | 36 | Technologiczna Zgroza               | Science Fear                 |
| 01.05.2008       | 36 | SuperTommy                          | Automatommy                  |
|                  |    |                                     |                              |
| 06.05.2008       | 37 | Mękacje                             | Mancation                    |
| 05.05.2008       | 37 | Podróż do środka Gusa               | Journey to the centre of Gus |
|                  |    |                                     |                              |
| 08.05.2008       | 38 | Koszmar w korku                     | Traffic Slam                 |
| 07.05.2008       | 38 | Nieudany pokaz magiczny             | Tragic Magic                 |
|                  |    |                                     |                              |
| 12.05.2008       | 39 | Co za smrodek                       | Ooh That Smell               |
| 09.05.2008       | 39 | Muzealne szaleństwo                 | Museum Madness               |
|                  |    |                                     |                              |
| SERIA CZWARTA    |    |                                     |                              |
|                  |    |                                     |                              |
| 14.09.2008       | 40 | Małe kłopoty                        | Small Problems               |
| 03.11.2008       | 40 | Nowe zęby Gusa                      | Gus’s Big Mouth              |
|                  |    |                                     |                              |
| 04.11.2008       | 41 | Witaminowy frajer                   | Vitamin Sucker               |
| 04.11.2008       | 41 | Ogbot                               | Ogbot                        |
|                  |    |                                     |                              |
| 28.09.2008       | 42 | Nie chcę rosnąć!                    | Grow-No-Mo!                  |
| 05.11.2008       | 42 | Uciekający robot                    | Runaway Robot                |
|                  |    |                                     |                              |
| 06.11.2008       | 43 | Ciocia Grawitacja                   | Aunty Gravitee               |
| 06.11.2008       | 43 | Serowa zabawa                       | Cheezy Fun for Everyone      |
|                  |    |                                     |                              |
| 07.11.2008       | 44 | Klątwa Truckensteina                | The Curse of Truckenstein    |
| 07.11.2008       | 44 | Robo-olimpiada                      | Robolympics                  |
|                  |    |                                     |                              |
| 10.11.2008       | 45 | Kopie                               | Knockoffs                    |
| 10.11.2008       | 45 | Mieszanka Gusa                      | Gus’s Mix                    |
|                  |    |                                     |                              |
| 09.09.2008       | 46 | Powrót Protoboya                    | The Old Switcharobot         |
| 11.11.2008       | 46 | Piętnaście minut Robotboya          | Robotboy’s Fifteen Minutes   |
|                  |    |                                     |                              |
| 12.11.2008       | 47 | Szczury                             | Rats!                        |
| 12.11.2008       | 47 | Ja, bohater                         | I Hero!                      |
|                  |    |                                     |                              |
| 13.11.2008       | 48 | Zła niania                          | Bad Nanny!                   |
| 13.11.2008       | 48 | Szalone wymiona                     | Udder Madness                |
|                  |    |                                     |                              |
| 14.11.2008       | 49 | Cybernetyczna skóra                 | Tween for a Day              |
| 14.11.2008       | 49 | Kręgle dla opornych                 | Bowling For Dummies          |
|                  |    |                                     |                              |
| 17.11.2008       | 50 | Donnie zostaje w domu               | Donny Turnbull’s Day Off     |
| 17.11.2008       | 50 | Robo-małpka                         | Robomonkey Shines            |
|                  |    |                                     |                              |
| 18.11.2008       | 51 | Zemsta Protoboya                    | The Revenge of Protoboy      |
| 18.11.2008       | 51 | Wszyscy kochają babcię              | Everybody Loves Grandma      |
|                  |    |                                     |                              |
| 19.11.2008       | 52 | Powrót Robotki                      | The Return of Robotgirl      |
| 19.11.2008       | 52 | Mamin synek                         | Mama’s boy                   |
|                  |    |                                     |                              |

## Opisy gier z Robotboyem
- Robotboy Takeaway – Robotboy z przerażeniem odkrył, że stało się coś okropnego. Dr Kamikaze uprowadził Tommy’ego na swoją wyspę. Zadaniem gracza jest pomóc Robosiowi uwolnić swojego towarzysza. Do tej gry potrzebna jest mysz. Gracz zbiera baterie, które znajdzie po drodze, omija pociski i strzela do płetwonurków. Musi pamiętać, że Robotboy może strzelać tylko wtedy, gdy stanie się walecznym robotem bojowym (tryb Superaktywowany), a kursor myszy zamieni się w celownik. Jeżeli graczowi uda się bez obrażeń dotrzeć do siedziby wroga, gra będzie ukończona, a tablica wyników się pojawi.

- Podwodna akcja ratownicza – Dr Kamikaze umieścił pod wodą bomby. Gracz musi pomóc Robotboyowi rozbroić bomby. Steruje Robosiem za pomocą strzałek. Zamienia Robosia w robota bojowego za pomocą klawisza Z. Aby strzelać, gracz używa Spacji, a klawiszem X uniknie laserowej zapory. Gra się tak długo, jak tylko gracz potrafi.

- Ratunek robota – Tommy i Lola zostali porwani i uwięzieni na wyspie przez Dr Kamikaze. Celem gry jest pomoc Robotboyowi ich wyrwać ze szponów złoczyńcy. Gracz korzysta z myszy, aby poruszać Robosiem po ekranie. Lewym przyciskiem myszy uderza wrogów. Gracz naciska Spację tak, aby Roboś uniknął ataku wrogów. Musi także zebrać trzy baterie tak, aby nasz bohater mógł strzelać jako waleczny robot bojowy.